# Schloss Muhrau

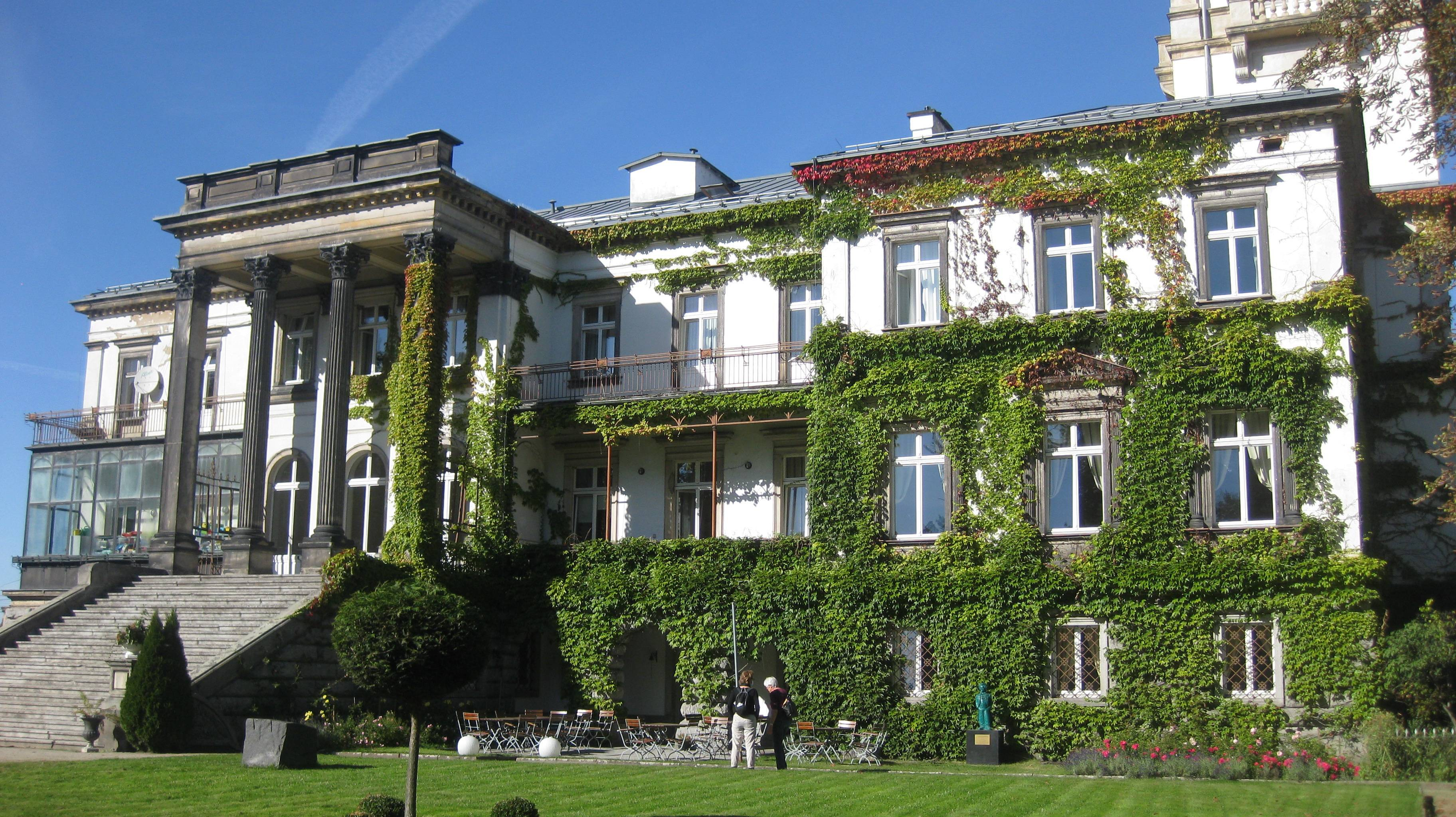
Schloss Muhrau

Das Schloss Muhrau (polnisch Pałac w Morawie) in Morawa (deutsch Muhrau) gehört zur Landgemeinde Strzegom (Striegau), Powiat Świdnicki (Kreis Schweidnitz), Woiwodschaft Niederschlesien, Polen. Das ganze Gebäude-Ensemble steht unter Denkmalschutz.

## Geschichte
Das Dorf Morów wurde erstmals 1266 erwähnt. Im Jahr 1362 erwarben Benediktinerinnen aus Striegau das Muhrauer Vorwerk und ließen ein Propsteigebäude, auch für Erholungszwecke, errichten. Bis zur Säkularisation des Ordens bewirtschafteten die Benediktinerinnen das Vierhufen-Vorwerk. Sie erbauten eine Ölmühle und pflanzten Maulbeerbäume. Danach erwarb es 1864 Eduard Theodor von Kramsta (1810–1875). Er veranlasste an der Stelle der Propsteigebäude einen Herrenhaus-Neubau in einer Stilmischung aus klassizistischen und neorenaissancezeitlichen Elementen. Bemerkenswert sind das Sockelgeschoss aus Granitquadern, der quadratische Turm, das Belvedere und der repräsentative Portikus.
Ab 1875 war das Schloss in Besitz von Marie von Kramsta. 1916 vererbte sie es ihrem Großneffen Hans Christoph von Wietersheim-Kramsta (1899–1978). Der Gutskomplex beinhaltete mit Grunau, Muhrau, Preilsdorf Puschkau und Friedrichrode fünf Rittergüter, etwa 1500 ha. Er bewirtschaftete die Anlage bis 1945. Das Rentamt und die Orangerie wurden 1945 zerstört, das Gärtnerhaus 1950 und die Kapelle 1975. Während des Zweiten Weltkriegs wurde im Schloss Beutekunst u. a. aus dem Warschauer Königsschloss und dem Krakauer Wawel gelagert.
Nach dem Übergang an Polen 1945 diente das Schloss als Schulungszentrum der Zivilwehr, das Dominium wurde von der volkseigenen Landwirtschaftlichen Produktionsgenossenschaft verwaltet. 1991 wurde der gemeinnützige karitative Verein „Kindergarten und Bildungsstätte Hedwig e.V.“ mit Sitz in Baden-Baden gegründet. Im Jahr 1992 kehrte Melitta Sallai, die Tochter des letzten Gutsbesitzers, zurück und ließ das Schloss durch die Hedwig-Stiftung restaurieren. Die Stiftung betreibt einen Kindergarten und eine Bildungsstätte, die Akademie Hedwig. Die 1995 gegründete polnische Stiftung der Hl. Hedwig „Fundacja sw. Jadwigi“ wurde 1999 Eigentümer des Schlosses und des 12,3 ha großen Parks.

## Fördervorhaben der Deutsch-Polnischen Stiftung Kulturpflege und Denkmalschutz
Die Dächer des Schlosses, Schornsteinköpfe der Turm und die Isolierung wurde untere Hilfe verschiedener Stiftungen repariert. Verwitterte Fassaden sollen mit Natursteinelementen saniert und der sich ablösende Außenputz erneuert werden.

## Einzelbelege
1. ↑  Eduard Theodor von Kramsta, in: Gothaisches Genealogisches Taschenbuch der Briefadeligen Häuser 1907, Jahrgang 1, Justus Perthes, Gotha 1906, S. 431.
2. ↑  Herrschaft Muhrau 1937, in: Schlesisches Güter-Adreßbuch 1937, G. W. Korn, Breslau 1937, S. 264 f. Reprint BoD-Norderstedt, Klaus D. Becker, Potsdam 2020, ISBN 978-3-88372-243-6.
3. ↑  Hans Christoph von Wietersheim-Kramsta: Einer von vielen. Das Lebensschicksal eines schlesischen Landwirts. Bläschke-Verlag, St. Michael 1982, S. 4 ff., ISBN 3-7053-1775-X.
4. ↑  Internetseite der Fundacja Św.Jadwiga/Hedwig-Stiftung
5. ↑  Internetseite über den Kindergarten (Memento vom 2. Dezember 2020 im Internet Archive)
6. ↑  Akademie Hedwig, in: Europäisches Jugendportal.
7. ↑  Musikakademie in Morawa (2020) (Memento vom 27. November 2020 im Internet Archive)
8. ↑  Beschreibung auf der Internetseite der Deutsch-Polnischen Stiftung.